# Feel the Fire
Feel the Fire – czwarty album studyjny amerykańskiego piosenkarza Jermaine'a Jacksona. 

## Lista utworów
1. Feel the Fire (Burning From Me to You) 4:34 (Jermaine Jackson, Michael McGlory)
2. You Need to Be Loved 5:50 (Jermaine Jackson, Michael McGlory)
3. Strong Love 3:14 (Greg Wright)
4. Git Up and Dance 3:15 (Jermaine Jackson, Michael McGlory)
5. I Love You More 3:34 (Jermaine Jackson, Michael McGlory)
6. Happiness Is 	4:20 (Greg Wright)
7. Some Kind of Woman 4:10 (Michael L. Smith)
8. Got to Get to You Girl 3:26 (Jermaine Jackson, Michael McGlory)
9. Take Time 3:50 (Jermaine Jackson, Michael McGlory)

## Single
- "You Need to Be Loved" - październik 1976